# Le Tango
Pour les articles homonymes, voir Tango.
Pour plus de détails, voir Fiche technique et Distribution.
Le Tango est un film français réalisé par Alice Guy en 1905.

## Synopsis
Enregistrement d'un tango dans le patio d'une résidence espagnole.

## Fiche technique
- Titre : Le Tango
- Réalisation : Alice Guy
- Société de production : Société L. Gaumont et compagnie
- Pays d'origine :  France
- Genre : Documentaire
- Durée : 2 minutes
- Dates de sortie : 1905
- Licence : Domaine public

## Autour du film
Le film est coloré à la main à l'aide de pochoirs.

Il a été tourné dans le même décor que La Malagueña et le Torero.